# 圣雅各伯圣基道霍主教座堂 (科孚)
圣雅各伯圣基道霍主教座堂（英语：Cathedral  of Saint Jacob and Saint Christopher）是天主教科孚、扎金索斯暨凯法利尼亚总教区的主教座堂。

## 历史
老主教座堂位于科孚市的旧堡垒，供奉宗徒圣伯多禄和圣保禄。该堂是旧堡垒最古老的古迹之一，原本是一个东正教主教座堂，13-17世纪是该市的天主教主教座堂。1718年该堂因火药爆炸而被烧毁。
新主教座堂的建造日期尚不清楚。在15世纪此处有一个破败的教堂，1431年至1454年圣雅各伯圣基道霍修会得到总主教马丁斯·伯纳迪尼的批准，建造一个招待病人和旅行者的招待所。1533年12月31日，雅各伯·科科总主教祝圣了新堂。在1571年土耳其第二次围攻期间，该堂遭到破坏。
1709年10月23日该堂由拉丁总主教奥古斯蒂纳斯·萨科（1706年至1723年）重新修复，是岛上的天主教礼拜仪式的中心。1943年9月13日夜间德国轰炸后，该堂的外部被彻底摧毁。

## 小堂
- 圣Spyridon 和圣Arsenic小堂
- 拜占庭圣母像小堂
- 圣德肋撒小堂
- 圣母无原罪小堂
- 圣体小堂